# 박나로
박나로 (朴奈老, ?~?)는 신라(新羅)의 왕자(王子)이자 남해차차웅(南解次次雄)과 운제부인(雲帝夫人) 아들이다.

## 가계
- 부왕 : 남해차차웅(南解次次雄)
- 모후 : 운제부인(雲帝夫人)
  - 왕자 : 박나로(朴奈老, ?~?)
  - 부인 : 미상